# مسجل اسم النطاق
مسجل اسم النطاق  (بالإنجليزية: Domain name registrar)‏، هي منظمة أو كيان تجاري، معتمدة من قبل مؤسسة الإنترنت لإسناد الأسماء والأرقام (آيكان)، أو من النطاق الأعلى في ترميز الدولة، لإدارة وحجز اسم النطاق، وفقا للمبادئ التوجيهية من السجلات المعينة باسم النطاق، وتقديم هذه الخدمات للجمهور.

## تاريخ

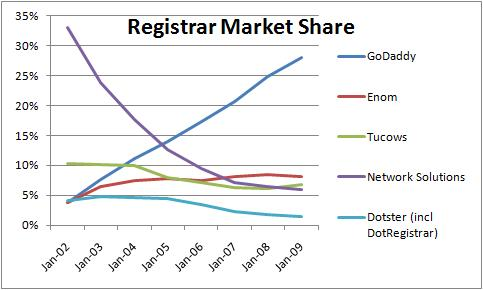
اسم النطاق المسجل من حصة السوق

حتى عام 1999، عملت شركة نتورك سيليوشن (Network Solutions) على تسجيل النطاقات دوت كوم (.com)، ودوت نت (.net)، ودوت أورج (.org)، وكانت هذه هي الشركة الوحيدة المسؤلة عن تسجيل أسماء تحت هذه النطاقات، ولم يكن هناك كيان تنظيمى لهذه النطاقات. مع ذلك قد وضعت عدة شركات مستقلة خدمات تسجيل النطاق وقامت على تطويرها. شركة واحدة من هذا القبيل وهي نت نيمز (NetNames). جعلتها تجارية، وذلك بتسجيل اسم نطاق الخدمة في عام 1996. من هنا بدأت شركات تسجيل النطاقات في الظهور وأخذ الموضوع طابع تجارى.
في أكتوبر 1998، تحت ضغط من ازدياد عدد مسجلات أسماء النطاق وغيرها من الأطراف المهتمة، اتفقت شركة نتورك سوليوشن Network Solutions مع مؤسسة التجارة الأمريكية وزارة التجارة الأمريكية لتعديل الاتفاقيات وعمل نظام تسجيل مشترك. هذا التعديل المطلوب لانشاء نظام تسجيل مشترك (SRS) الذي يدعم مسجلات متعددة. SRS قد اعتمدت رسميا في 30 نوفمبر، 1999 تحت إشراف مؤسسة الإنترنت لإسناد الأسماء والأرقام آيكان ICANN، وإن كان هناك العديد من أمناء السجلات التي تستخدم هذا النظام منذ 11 مارس اذار 1999. ومنذ ذلك الحين، أكثر من 500 مسجل دخل السوق لخدمات تسجيل اسم النطاق.
من المسجلين الذين دخلوا السوق في البداية، والكثير واصلت نموها وتفوق منافسيها. غو دادى Go Daddy هو المسجل الأكبر. ومن المسجلين أيضا توكوز Tucows وملبورن تكنولوجيا المعلومات Melbourne IT من المسجلين الذين بدؤا مؤخرا وتفوقوا على منافسيها حلول الشبكات Network Solutions ودوستر Dotster.

## تعيين المسجل
(بالإنجليزية: Designated registrar)‏ المستخدمين النهائيين لا يستطيعون بشكل مباشر تسجيل معلومات نطاقهم والتحكم فيه مع هيئة الآيكان. لابد من اختيار مسجل محدد designated registrar. قبل عام 1999، مسجلكوم comهو الوحيد الذي يعتبر NSI، ولكن موافقة SRS فتحت الفرصة لشركات أخرى لتكون مسجل محدد.
كل رسوم آيكان اعتمدت مسجلات لابد من دفع كلفه محدده مقدارها 4000 دولار أمريكي إضافة إلى رسم متغير مجموع الرسوم المسجل متغير مصممة لإجمالي 3.8 مليون دولار أمريكي.
فقط المسجل المحدد يمكن تعديل أو حذف المعلومات عن اسم النطاق المنافسة المعدة من SRS التي تمكن المستخدميين النهائيين end users الاختيار من العديد من المسجلات وطرح العديد من الخدمات باختلاف الأسعار، ليس من غير المعتاد للمستخدمين النهائين end users الانتقال بين المسجلات التي تستدعي عملية نقل النطاق domain transfer والذي يتحكم بها اسم نطاق محدد وسياسات النقل
عندما يسجل المسجل مثلا كومcom للمستخدمين النهائيين end users، لا بد من دفع رسم الحد الأقصى السنوي للدولار إلى 6.86 فيريساين VeriSign، مشغل المسجل لكوم com ودفع 0,20 دولار أمريكي لـ الإدارة كرسوم لـ هيئة الإنترنت آيكان. الحواجز التي تعترض الدخول في صناعة معظم المسجل مرتفعة بالنسبة للشركات الجديدة دون وجود قاعدة العملاء الحالية. [بحاجة لمصدر]
العديد من المسجلات تعرض التسجيل من خلال بائع التجزئة التابعة لها. مسجل المستخدم النهائي إما يكون مباشر عبر مسجل مباشر أو غير مباشر عبر واحد أو أكثر من تجزئة اعتبارا من عام 2008، فإن التكلفة تتراوح عموما من مستوى منخفض بلغ نحو 7.50 دولار في السنة إلى نحو 35 دولارا في السنة المدة القصوى للتسجيل اسم النطاق هي عادة 10 سنة.
بعض المسجلات تقدم عروض أطول تصل إلى مئة سنة ولكن هذه العروض تشمل تجديد التسجيل لعملائها وتسجيل اسم النطاق لمئة سنة لايكون غالبا في قاعدة البيانات التسجيل الرسمية ووبعض حزم الإنترنت مثل مضيف المواقع يتضمن تسجيل النطاق في تسعير مجموع الحزمة DNS hosting

## استضافة دي إن أس
تسجيل لاسم نطاق هي عملية تاسيس لمجموعه من السجلات خادم الأسماء records على خوادم دي إن أس للنطاق الاعلى أو الأب parent domain مبينا ومشيرا إلى عنوان الآي بي IP لخادم تعيين أسماء النطاقات DNS servers المسؤول عن التوثيق الرسمي للنطاق authoritative for the domain

## دعم نظام الامان
(بالإنجليزية: DNSSEC support)‏ هم مجموعه من مهندسين الإنترنت (قوة مهمات هندسة الإنترنت IETF) مهمتهم حماية مجموعة من المعلومات، هذه المعلومات يتم الامداد بها من قبل نظام أسماء النطاقات DNS , هذا يتضمن إنشاء سجل DS للإضافة للمنطقة الأعلى Parent Zone , كل التسجيلات والمسجلين الجدد على GTLD نطاق المستوى الأعلى، يجب ان يدعموا DNSSEC

## نقل اسم النطاق
(بالإنجليزية: Domain name transfer)‏ ونقل اسم النطاق  domain name transfer هي عملية تغيير المسجل المحدد لاسم النطاق. ان ICANN قد حددت سياسة لنقل التسجيلات بين المسجلين  Policy on Transfer of Registrations between Registrars وعملية النقل لاسم النطاق تتم كالتالي:
1. المستخدم النهائي End User يجب ان يؤكد أن الهوية Whois لمعلومات الاتصال بالمدير للنطاق admin صحيحة، وخصوصا عنوان البريد الإلكتروني المحتوي على رمز التوثيق (EPP transfer code or UDAI transfer code) من المسجل القديم، ويزيل أي domain lock قفل النطاق [الإنجليزية] تم وضعه في التسجيل.
2. المستخدم النهائي يتواصل مع المسجل الجديد ليوضح له رغبته في نقل اسم النطاق domain name لخادمهم ويمدهم برمز التوثيق authentication code
3. المسجل الجديد يتصل مع المسجل القديم بهذه المعلومات.
4. المسجل القديم سيتصل بالمستخدم النهائي ليتأكد من صحة الطلب والمستخدم النهائي ربما يحتاج ان يتخذ مزيد من الإجراءات مع المسجل القديم مثل العودة لأدوات الإدارة online management tools من أجل الإسراع في النقل.
5. المسجل القديم سيحرر السلطة للمسجل الجديد.
6. المسجل الجديد يبلغ المستخدمين النهائيين عن اكتمال النقل المسجل الجديد ربما لديه عملية نسخ أتوماتيكية عبر معلومات محرك النطاق وكل شيء في الموقع سيكمل عمله مثل قبل وإلا معلومات محرك النطاق ستحتاج لتحديث المسجل الجديد.

بعد هذه العملية المسجل الجديد يصبح المسجل المحدد لاسم النطاق هذا، هذه العملية قد تستغرق حوالي خمسة أيام في بعض الحالات، في بعض الحالات الأخرى المسجل القديم ربما يأخر عمدا عملية النقل للمدة المسموح بها، بعد عملية النقل النطاق لايستطيع النقل مرة أخرى لمدة 60 يوم ماعدا عودته للمسجل القديم
ليس من الحكمة أن محاولة نقل مجال فورا قبل أنتهاء صلاحيته، في بعض الحالات عملية النقل ربما تستغرق أكثر من 14 يوم معنى ذلك أن عملية النقل لاتكتمل قبل أن تنتهي مدة التسجيل هذا يمكن أن يؤدي إلى خسارة في تسجيل اسم النطاق وعدم نقل. لتفادي هذا يجب على المستخدمين النهائيين إما نقل جيدا قبل تاريخ انتهاء الصلاحية أو تجديد التسجيل قبل محاولة نقل. [https : / / www.dyndns.com / الدعم / كيلو بايت / domain_expirations.html]
إذا كان تسجيل النطاق ينتهي، بغض النظر عن السبب، يمكن أن يكون صعبا ومكلفا، أو من المستحيل للمالك الأصلي للحصول على إعادته.
```
بعد انتهاء المدة حالة النطاق غالبا تمرر خلال عدة مراحل إدارية في كثير من الأحيان تستمر لمدة شهور وأحيانا ليس بالبساطة إتاحتها بشكل عام. 
[
بحاجة لمصدر
]
```

### حيل النقل
(بالإنجليزية: Transfer Scams)‏ مع استحداث SRS الاعتماد على الذات، والمسجلات الأصغر في تتنافس مع بعضها البعض. بعض الشركات عرضت خدمات ذات قيمة مضافة Value added أو استخدمت التسويق الفيروسي viral marketing، في حين أن آخرين، مثل فيريساين veriSign مسجل النطاق الأمريكي Domain Registry of America محاولة لخداع المستهلكين إلى التحول عن استخدام المسجل الحالي وهو ممارسة معروفة باسم تغلق المجال dowain alamming.
الكثير من هذه حيل النقل تنطوي على إشعار بإرسل في البريد أو الفاكس أو البريد الإلكتروني. بعض المحتالين الذين اتصلوا للمستخدمين النهائيين عن طريق الهاتف (نظرا لأن المعلومات المتاحة عن طريق الاتصال هو WHOIS قوس للحصول على مزيد من المعلومات. هذه الإشعارات تشمل المعلومات المتاحة للجمهور من قاعدة البيانات WHOIS إضافة إلى أن ننظر من صحتها. النص سيتضمن الكلام القانوني legalese للتشويش على المستخدم النهائي إلى الاعتقاد بأن ذلك هو إشعار رسمي ملزم. محتالي المسجل يذهبون خلف أسماء النطاقات التي تنتهي في وقت قريب أو قد انتهت مؤخرا. أسماء النطاقات المنتهية الصلاحية لا يجب أن تمر عبر عملية المصادقة على أن يتم تحويلها، على النحو المسجل السابقة سيكون له التنازل عن حقوق إدارة اسم النطاق. اسم المجال تواريخ انتهاء متوفرة بسهولة عن طريق WHOIS.

## ملتقط المسقط
(بالإنجليزية: Drop catcher)‏ وهو مصطلح يستخدم للإشارة إلى اسم نطاق المسجلات الذين يقدمون الخدمة التي تحاول تسجيل اسم المستخدم النهائي في أسرع وقت تكون متوفرة. وهذا ما يسمى مسك الاسم المسقط إما لأن المالك لايريد الاسم أو لأنه أعاد امتلاك الاسم قبل أنتهاء المدة.

## وصلات خارجية
- قائمة آيكان ICANN المسجلين المعتمدين.
- اعتماد المسجل: عملية
- اعتماد المسجل: اعتبارات مالية